# Can Zariquiey
Can Zariquiey és un edifici d'Arenys de Munt que forma part de l'Inventari del Patrimoni Arquitectònic de Catalunya.

## Descripció
Edifici aïllat de planta baixa, pis i segon pis. El seu estil és neoclàssic, amb un cert gust afrancesat gràcies a la coberta resolta amb mansardes. A la planta baixa hi ha un porxo amb columnes, i sobre d'aquest un balcó gran. Al primer pis les obertures són rectangulars; en el segon, unes finestres petites.

## Història
Aquest edifici havia estat un habitatge unifamiliar. La va fer construir Ricardo Zariquiey, reconegut pediatre i entomòleg. Avui és una residència d'avis.